# Roland Grahammer
Roland Grahammer (Augsburgo, 3 de Novembro de 1963) é um ex-jogador de futebol alemão. Grahammer participou da Jogos Olímpicos de Verão de 1988, ganhando a medalha de bronze.

## Títulos

### Bayern de Munique
- Campeonato Alemão (3): 1989, 1990, 1994
- Supercopa da Alemanha (1): 1990